# هیلزبورو (اورگن)
هیلزبورو (به انگلیسی: Hillsboro) شهری در شهرستان واشنگتن ایالت اورگن است و در سرشماری سال ۲۰۱۱ میلادی، ۹۱٬۶۱۱ نفر جمعیت داشته که نسبت به سال ۲۰۱۰، ۰٫۸۱ درصد رشد جمعیت داشته‌است.